# Catharinahoeve (Gouda)

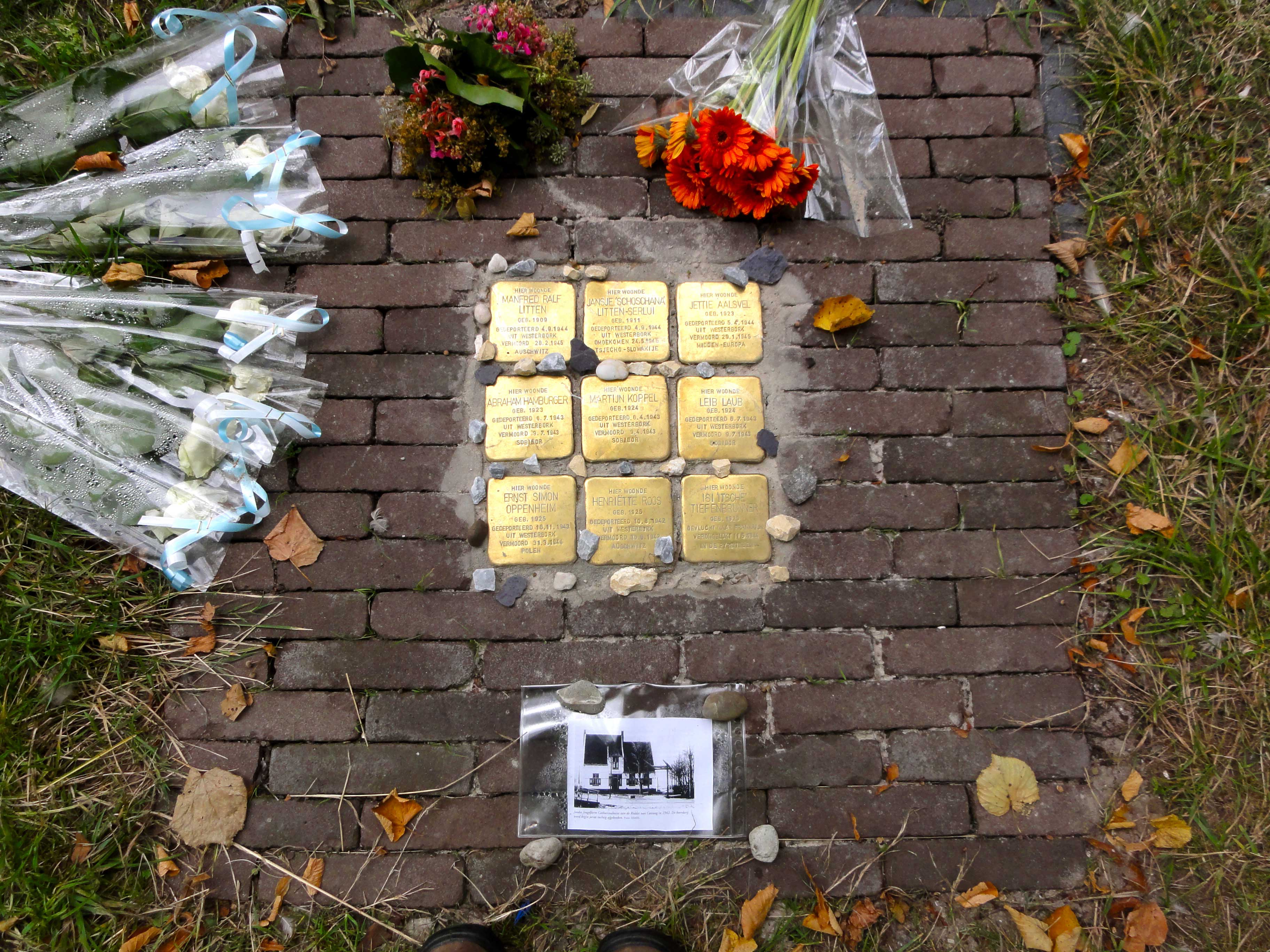
Negen Stolpersteine voor de bewoners van de Jeugdfarm Catharinahoeve in Gouda

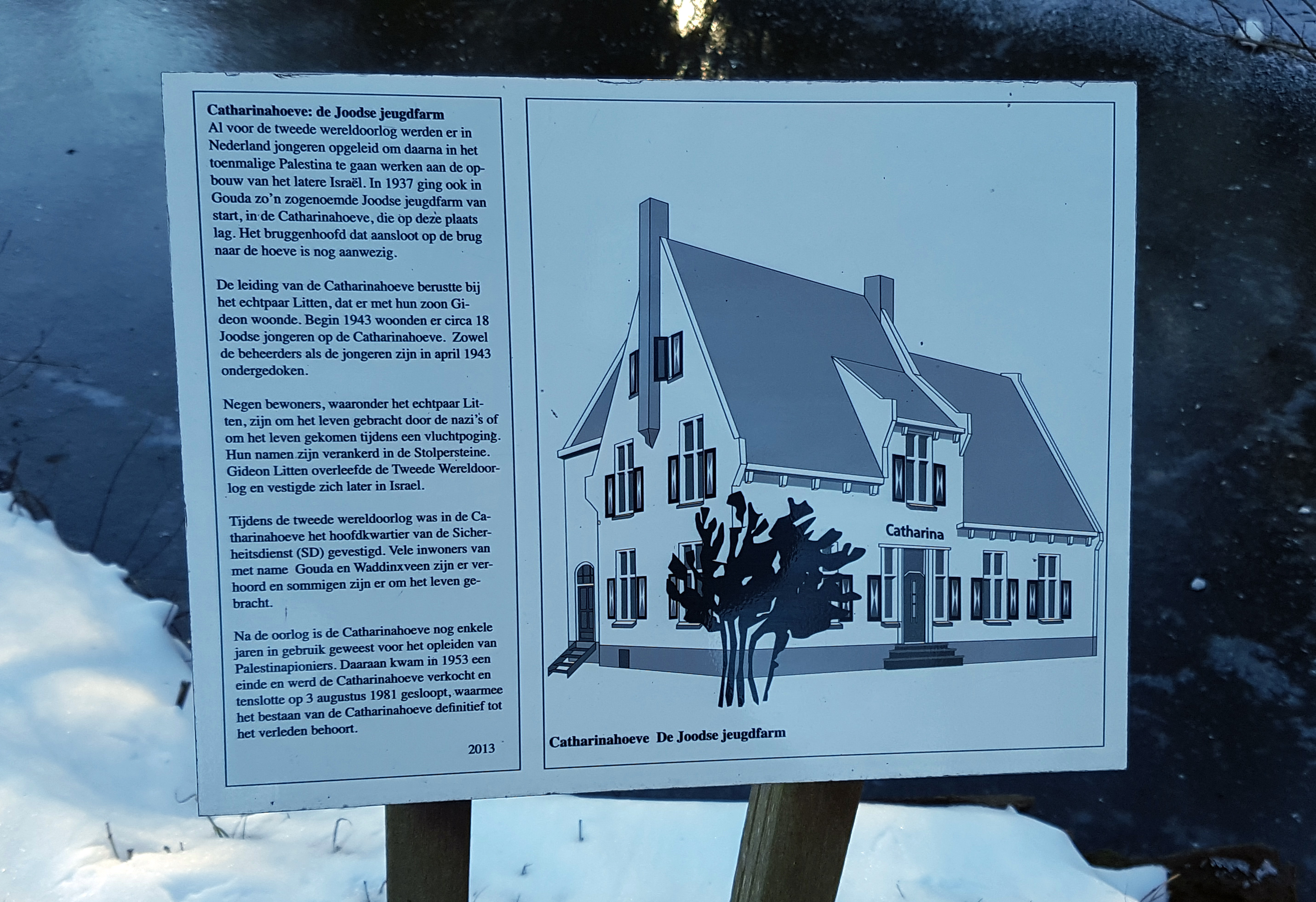
Catharinahoeve herinneringsplaquette

De Catharinahoeve was een "jeugdfarm", een opleidingsinstituut voor joodse jongeren aan de Ridder van Catsweg in Gouda.

## Geschiedenis
In 1937 werd in Gouda begonnen met een landbouwopleiding voor joodse jongeren. Deze opleiding was bedoeld om joodse jongeren te bekwamen in de landbouw om hen daarna in te kunnen zetten in het toenmalige Palestina. De Goudse opleiding kon gerealiseerd worden met behulp van een legaat van zo'n ƒ 80.000 geschonken door Catharina van Zon. Vanaf 1940 viel de opleiding onder de verantwoordelijkheid van de Joodse Centrale voor Beroepsopleiding. Voor de vakinhoudelijke begeleiding werd een bedrijfsleider aangetrokken, J. Middelburg, een tuinderszoon uit het Westland. Een overbuurman aan de Ridder van Catsweg, Dirk van Schaik, fungeerde in zijn vrije tijd als voorman. De groepsleiding was in handen van het uit Danzig afkomstige joodse echtpaar dr. Manfred Ralf Litten en Jansje Litten-Serlui. In de raad van beheer zat onder anderen mevrouw A. Vroman-Vromen, de moeder van de dichter, bioloog en hematoloog Leo Vroman.
Aanvankelijk konden tijdens de Tweede Wereldoorlog de werkzaamheden op de jeugdfarm worden voortgezet. Reizen naar Palestina was echter niet meer mogelijk. De leden van de jeugdfarm werden vrijgesteld van deportatie omdat hun inzet onmisbaar werd geacht voor de voedselproductie. Maar nadat de bewoners van de Vereniging Centraal Israëlitisch Oude Mannen- en Vrouwenhuis in het gebouw De Haven in april 1943 waren opgepakt en gedeporteerd werd ook de situatie voor de bewoners van de jeugdfarm onhoudbaar. Na een waarschuwing dat ook voor hen deportatie dreigde zijn de leden van de jeugdfarm ondergedoken. Uiteindelijk hebben van de 27 leden er 18 de Tweede Wereldoorlog overleefd. Acht van hen, waaronder het echtpaar Litten, werden door de Duitsers vermoord in een der vernietigingskampen. Het negende lid kwam om tijdens de vlucht in de Pyreneeën. Negen Stolpersteine zijn als herinnering aan deze vermoorde Joden geplaatst aan de Ridder van Catsweg. Op 4 mei 2013 werd er op deze plaats een herinneringsplaquette onthuld.
Vanaf 1 juni 1943 werd het werk op de Catharinahoeve gestaakt. De bedrijfsleider werd ontslagen. Na de Tweede Wereldoorlog zijn de opleidingsactiviteiten weer opgestart en gedurende enkele jaren voortgezet, eerst met Middelburg als bedrijfsleider. Vanaf 1949 was de bedrijfsleiding in handen van Van Schaik. In 1953 - werd de Catharinahoeve verkocht. In 1981 werd het gebouw gesloopt.